# Шемпетер в Савињски долини
Шемпетер в Савињски долини (словен. Šempeter v Savinjski dolini) је насељено место у општини Жалец, Савињска регија, Словенија.

## Историја
До територијалне реорганизације у Словенији био је у саставу старе општине Жалец.

## Становништво
У попису становништва из 2011. године, Шемпетер в Савињски долини је имао 2.021 становника.
| Број становника према пописима | Број становника према пописима | Број становника према пописима |
| ------------------------------ | ------------------------------ | ------------------------------ |
| 1991                           | 2002                           | 2011                           |
| 1.127                          | 1.943                          | 2.021                          |

Напомена: До 1952. исказивано под именом Свети Петер в Савињски долини. Године 1999. повећано за насеље Добртеша вас, које је укинуто. Године 2016. извршена је мала размена територија између насеља Шемпетер в Савињски долини и Шешче при Преболду (Преболд).

## Галерија
- римска некропола
- римски пут
- табла на улазу
- железничка станица